# Animo
Animo är en serie program med vars hjälp det går att skapa animerad film med utgångspunkt från klassisk cellanimering. Animo kan även skapa animerad film med hjälp av 3D-program som till exempel Maya och 3D Studio Max.

## Utveckling
Cambridge Animation System är sedan 2009 uppköpt av Toon Boom Animation Inc. som under lång tid utvecklat motsvarande mjukvara.